# Pálffy Pál (nádor)
Erdődi Pálffy Pál (Pozsony, 1580-as évek vége – Pozsony, 1653. november 26.) Magyarország országbírója és nádora.

## Élete
Pálffy Miklós hadvezér fiaként született. 1625-től 1646-ig a Magyar Királyi Kamara elnöke volt. Ugyancsak 1625-től királyi főpohárnokmester és királyi tanácsos. 1630-tól a pozsonyi országgyűlés elnöke, 1646-tól országbíró. 1649-től nádor, illetve a jászok és a kunok kapitánya. IV. Fülöp spanyol király az aranygyapjas rend láncát adományozta neki. Pozsonyban hunyt el, 1653-ban.

## Levelezése
- Páffy Pál nádor levelei, 1644–1653. Pálffy Pál levelei Batthyány Ádámhoz és Borbálához; összegyűjt., sajtó alá rend., tan., jegyz. S. Lauter Éva; ELTE, Bp., 1989 (Régi magyar történelmi források)